# 沙兰镇
沙兰镇位于中国黑龙江省牡丹江市宁安市的西部，行政区域总面积2015 平方公里。地势低平，沙兰河穿越境内。2005年由于当地水坝年久失修，导致巨大山洪，而镇政府信息传达不利，使得泥石流淹没了沙兰镇中心小学。共造成117人死亡（官方报道此次洪灾共造成117人死亡，但民间有传言实际死亡人数可能超过200人），其中105人为学生。

## 行政区划
马河乡下辖以下地区：
治安村、永明村、长安村、新富村、进荣村、二闾村、桦树村、二道沟村、木其村、王家村、和盛村、卧龙泉村、三块石村、阎家村、王豆坊村、井城村、小荒地村和同心村。